# 比利·麥爾
愛德華·艾伯特·麥爾（Eduard Albert Meier，1937年2月3日—）瑞士人，出身於蘇黎世州比拉赫市 。
根據BBC報導，比利聲稱在1942年與外星人產生第一次接觸，當時他五歲，並在之後一生都保持著持續聯繫。他在 20 世紀 70 年代聲稱自己曾與來自昴宿星團的外星人接觸過，並擁有UFO不明飛行物照片證明這一點。它們由前美國空軍飛行員溫德爾史蒂文斯 (Wendelle C Stevens) 於 1979 年出版，隨後出現在美國科幻節目《The X-Files》的宣傳資料中。
此外，在1970年他還提出了一些錄音及影片和不屬於地球的物質，類似金屬的樣品。描述這些外星人長得像北歐人種，稱為Plejaren（來自昴宿星團）。

## 生平
愛德華·艾伯特·麥爾出生於瑞士蘇黎世州的比拉赫小鎮，原本是個農夫。小時候因為宣稱一次神奇的外星接觸而被當地村民視為異類，後來曾經因為反社會行為被送入精神病院接受治療，但他因受不了而逃走，他從8米高的窗戶跳下逃走，此次經歷讓他的右腳嚴重受傷。一番艱難逃生後，他逃到了法國邊境。他在法國加入了外國志願軍，並在那裡腳得到了醫治。之後被送到了阿爾及利亞接受訓練，直到他厭倦後逃離。麥爾返回歐洲並去警察那裡自首，然後被送到同一家精神病醫院，首席精神病醫師對其診斷，認為他高於平均水平，然後被轉送去糾正治療。比利後來發現他無法完全洗清對自己的指控，因此，他被送到監獄及收容所4年半。也正是在那裡他發現他必須變得誠實及無私。得到釋放後，他意識到這些困難在他的人生中也只是一些小插曲，之後他用了12年廣泛遊歷世界各地42個國家，追求精神上的探索。 
比利加入了特殊學校秘密成為了一個神父， 但由於對現有宗教的缺乏感到不滿，他開始尋求其他宗教的靈性教義，期間研究各種宗教，並親自體驗基督教和其他宗教以切身去體會和學習，曾短暫的參與過基督教，天主教，佛教，印度教，猶太教，穆斯林等等的信仰歷程。據他所述在這12年的旅行中，麥爾從事過320種不同的工作，他在印度期間曾經在佛教領袖VB Dharmawara （页面存档备份，存于）的指導下學習佛教教義與冥想方法，並於印度佛教組織「阿育王使命」(Asoka Mission）在印度梅赫勞裡開辦的阿育王靜修院實踐其修煉。  
1965年的聖誕節，麥爾於土耳其結識了希臘裔女子Kalliope Zafiriou，兩人很快墜入愛河，並於1966年的1月25日向她求婚，但是未得到女方父母的同意，於是決定私奔，1965年的8月3日，比利在土耳其的伊斯肯德倫因為車禍不幸失去了左臂，他對宗教的靈性探索則在1969年結束。
1970年代，愛德華·艾伯特·麥爾開始公開許多不明飛行物照片。《Quick》、《Blick》 、《Argosy》、《Il Giornale dei Misteri》等雜誌都刊登過他公開的照片，儘管如此，在1997年，他的太太與他離婚，並出面指認他偽造了這些幽浮照片，而麥爾本人宣稱那些偽造的照片經過了美國軍方以及情報人員的惡意掉包，目的是毀謗他以及阻止一般民眾研究幽浮事件以及外星人。
1975年，比利和一群相信他的志願者們，成立了一個UFO宗教研究組織「FlGU」(Freie Interessengemeinschaft für Grenz- und Geisteswissenschaften und Ufologiestudien)意為「邊境、精神科學和不明飛行物研究的自由利益共同體」，不過本身由於反宗教的立場引發不少爭議，儘管比利宣稱他自己是歷史上七位先知的轉世）。隨著網路發達，世界各地都成立了FlGU支部，反對者則批評他造假和神化自己的地位。